# Ángel María Romo
Ángel María Romo Díez ( * 6 de mayo de 1955 (69 años) - ) es un profesor, botánico, y explorador español, investigador y profesor del "Instituto Botánico de Barcelona".
En 1978 se licenció en Ciencias Biológicas en la Universidad de Barcelona, y en 1984 defendió una tesis doctoral en la misma Unidad. Entre 1993 a 1995 trabajó sobre la flora de Marruecos.
- La abreviatura «Romo» se emplea para indicar a Ángel María Romo como autoridad en la descripción y clasificación científica de los vegetales.[2]